# A Map of the World
A Map of the World (br/pt: O Mapa do Mundo) é um filme americano do gênero Drama de 1999 dirigido por Scott Elliott, Baseado na Obra homônimo de Jane Hamilton.

## Sinopse
Alice Goodwin (Sigourney Weaver) trabalha como enfermeira numa escola e mora numa fazenda com seu marido e suas duas filhas. Ela não está acostumada com esse tipo de vida, e ainda se adapata à pequena cidade. Ela é muito amiga de Theresa (Julianne Moore), e às vezes uma cuida das crianças da outra. Mas, um dia, uma das filhas de Theresa sofre um grave acidente enquanto está com Alice. A amiga e a cidade se voltam contra Alice. Para piorar, um garoto afirma que foi molestado por ela, tornando a situação ainda mais tensa e sufocante.

## Elenco
- Sigourney Weaver ... Alice Goodwin
- Julianne Moore ... Theresa Collins
- David Strathairn ... Howard Goodwin
- Ron Lea ... Dan Collins
- Chloë Sevigny ... Carole Mackessy
- Arliss Howard ... Paul Reverdy
- Marc Donato ... Robbie Mackessy
- Richard McMillan ... Lloyd
- Louise Fletcher ... Nellie Goodwin
- Dara Perlmutter ... Emma Goodwin
- Victoria Rudiak ... Lizzy Collins
- Hayley Lochner ... Audrey Collins
- Kayla Perlmutter ... Claire Goodwin
- Deborah Lobban ... Wilma Becker

## Prêmios
Golden Globe Awards:
- Indicado: Melhor Atriz de drama em Cinema (Sigourney Weaver).

Satellite Awards:
- Indicado: Melhor Atriz de drama em Cinema (Sigourney Weaver) e Melhor Roteiro Adaptado.

National Board of Review:
- Venceu: Melhor Filme Independente e Melhor Atriz Coadjuvante (Julianne Moore).